# Metro de Minsk
El Metro de Minsk (en bielorruso: Мінскае метро, en ruso: Минский метрополитен) es el sistema de metro en Minsk, Bielorrusia. Fue abierto en 1984, consiste en 3 líneas y 33 estaciones, y lleva a 3.283.000 pasajeros por año.

## Historia
Hacia principios de la década del 60 el sistema de transporte público de Minsk estaba al borde de la saturación. La rápida industrialización de la Unión Soviética demandaba un sistema de transporte urbano, rápido y eficiente.
Finalmente el Consejo de ministros de la Unión Soviética aprobó la construcción del metro de Minsk. Los trabajos comenzaron inmediatamente y el 4 de noviembre de 1977 empezó la excavación del túnel.
El 29 de junio de 1984 se inauguró la primera sección de la línea “Moscú” entre las estaciones “Institut Kultury” y “Moskovskaya”, con una longitud de 8,4 km.
El metro está construido a poca profundidad debido a la presencia de importantes napas freáticas a lo largo de la ciudad a profundidades que rondan los 10 a 17 metros.

## Las líneas
| Línea  | Nombre                          | Abierta | Longitud | Estaciones |
| ------ | ------------------------------- | ------- | -------- | ---------- |
| 1      | Moscú (Московская)              | 1984    | 19.1 km  | 15         |
| 2      | Avtozavodskaya (Автозаводская)  | 1990    | 18.1 km  | 14         |
| 3      | Zelenaluzhskaya (Зеленалужская) | 2020    | 3,5 km   | 4          |
| Total: | Total:                          | Total:  | 40,8km   | 33         |

Los colores en la tabla corresponden a los colores de las líneas en el mapa del metro.

### Moscovskaya
La línea Moscú fue la primera en ser abierta al público el 29 de junio de 1984, después de 8 años de construcción; cruza la ciudad del sudoeste al noreste. La línea tiene 19,1 km. y 15 estaciones. Circula casi en su totalidad bajo la Avenida Independencia.

### Avtozavodskaya
La línea Avtozavodskaya fue inaugurada el 31 de diciembre de 1990 y cruza la ciudad de Minsk desde el sureste hacia el oeste. Tiene una longitud de 18,1 km. y 14 estaciones. Los transbordos entre ambas líneas se realizan en la estación Kupalovskaya.

### Zelenaluzhskaya
La línea fue inaugurada el 6 de noviembre de 2020. Tiene una longitud de 3,5 km. y 4 estaciones. Otras 3 estaciones nuevas están en construcción y para noviembre de 2024 debería estar terminada

## Servicios
El metro opera desde las 05:30 a. m. hasta la 01:00 a. m. Durante las horas pico (de 07:00 a 09:00 y de 16:00 a 20:00) la frecuencia de paso oscilan entre cada 40 segundos a cada un minuto y 20 segundos. Durante el resto del día las frecuencias de paso varían entre los 2 y 10 minutos. A partir de las 23:00 horas los trenes circulan con un horario fijo que puede consultarse en las estaciones.

## Incidentes

### Estampida de 1999
El 30 de mayo de 1999, una tormenta repentina hizo que una gran multitud, procedente de un concierto de rock cercano, buscara refugio en la estación de Nyamiha. El tamaño limitado del paso subterráneo que conduce a la sala de boletos y el pavimento mojado causó la muerte de cincuenta y tres personas.

### Atentado de 2011
El 11 de abril de 2011 se produjo una explosión en la estación de Oktiabrskaya que provocó la muerte a 13 personas. Se desconoce qué lo pudo provocar.

## Galería

### Línea Maskoŭskaja

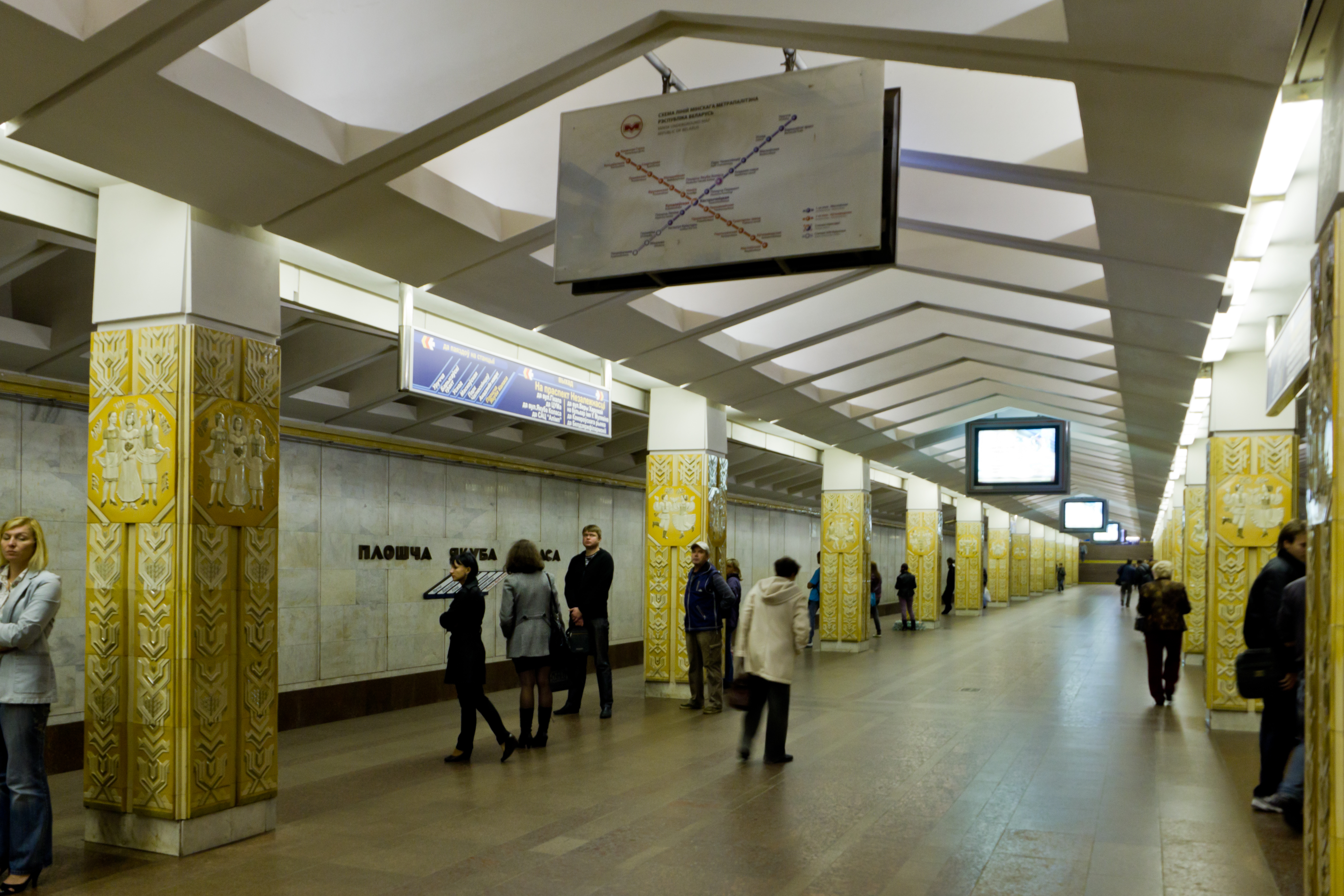
Plošča Jakuba Kolasa
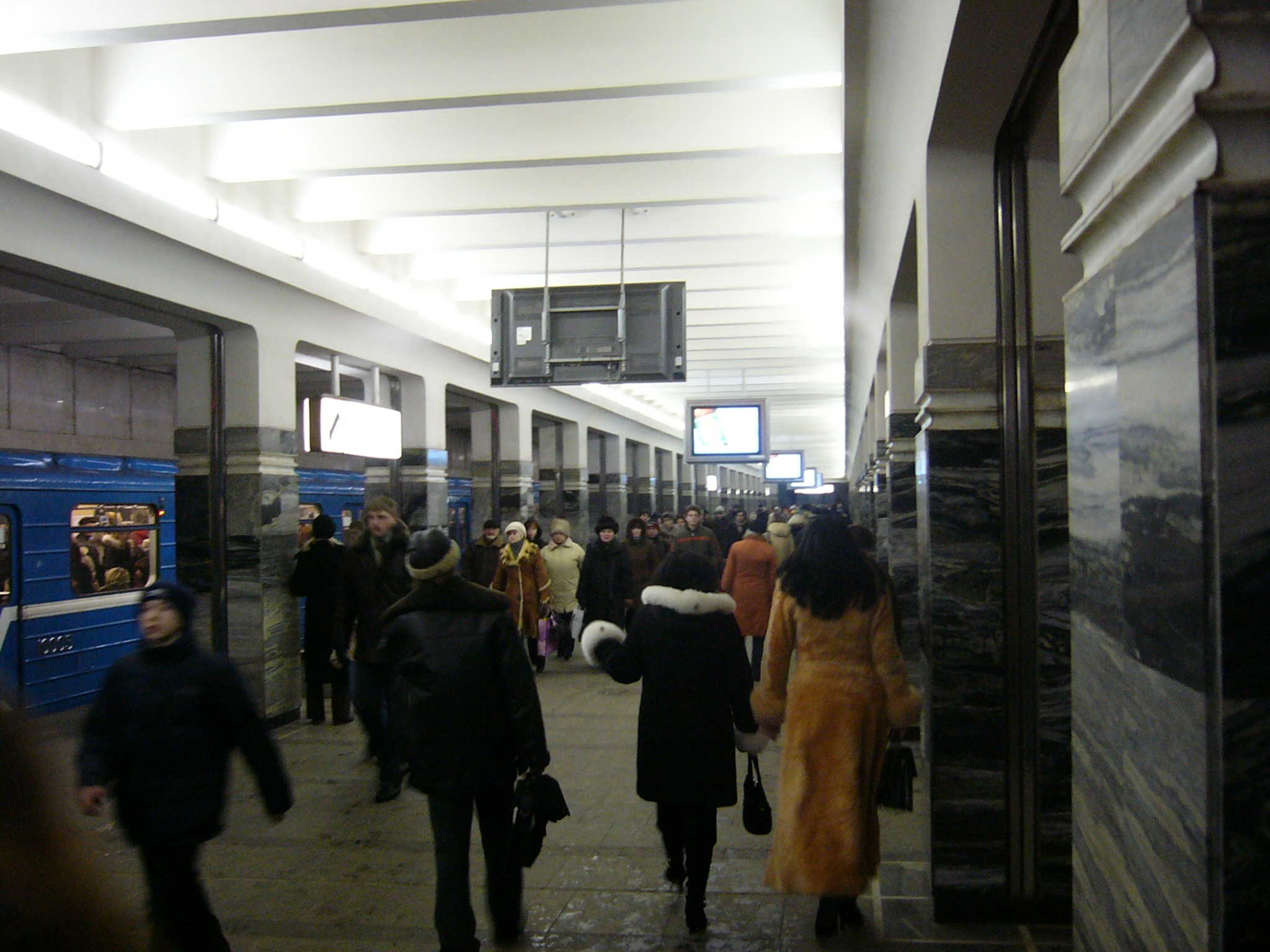
Akademija navuk
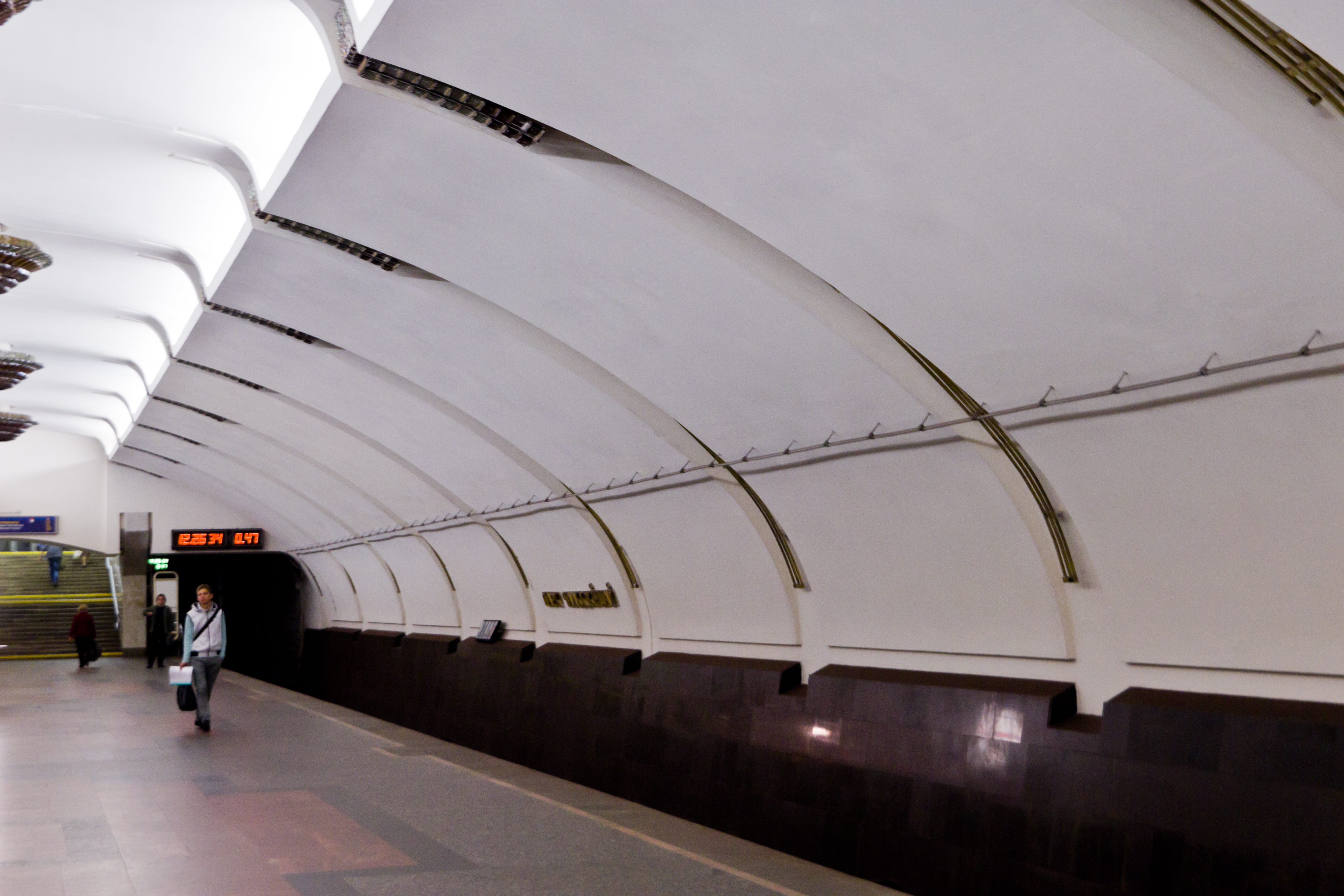
Park Čaliuskincaŭ
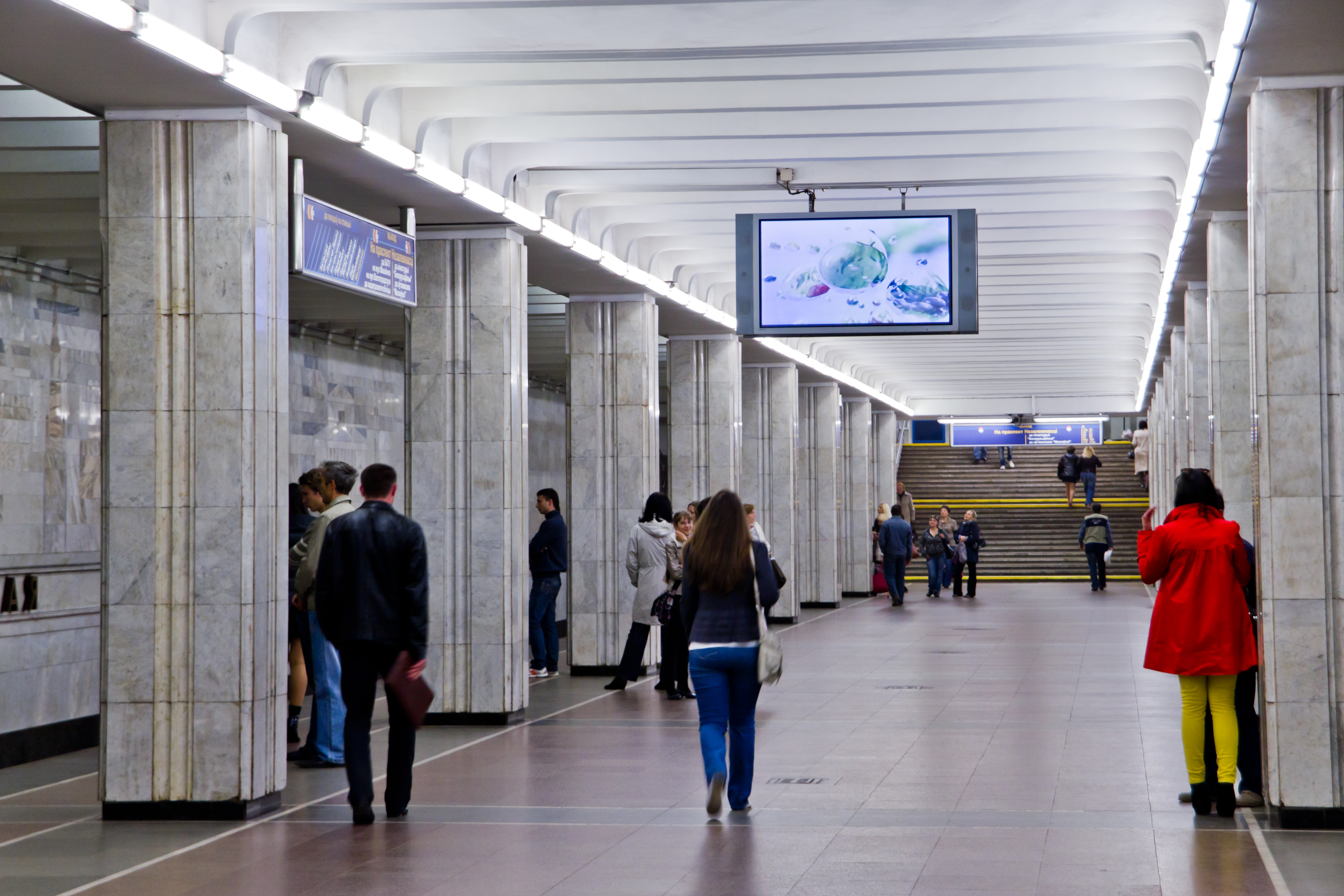
Maskoŭskaja
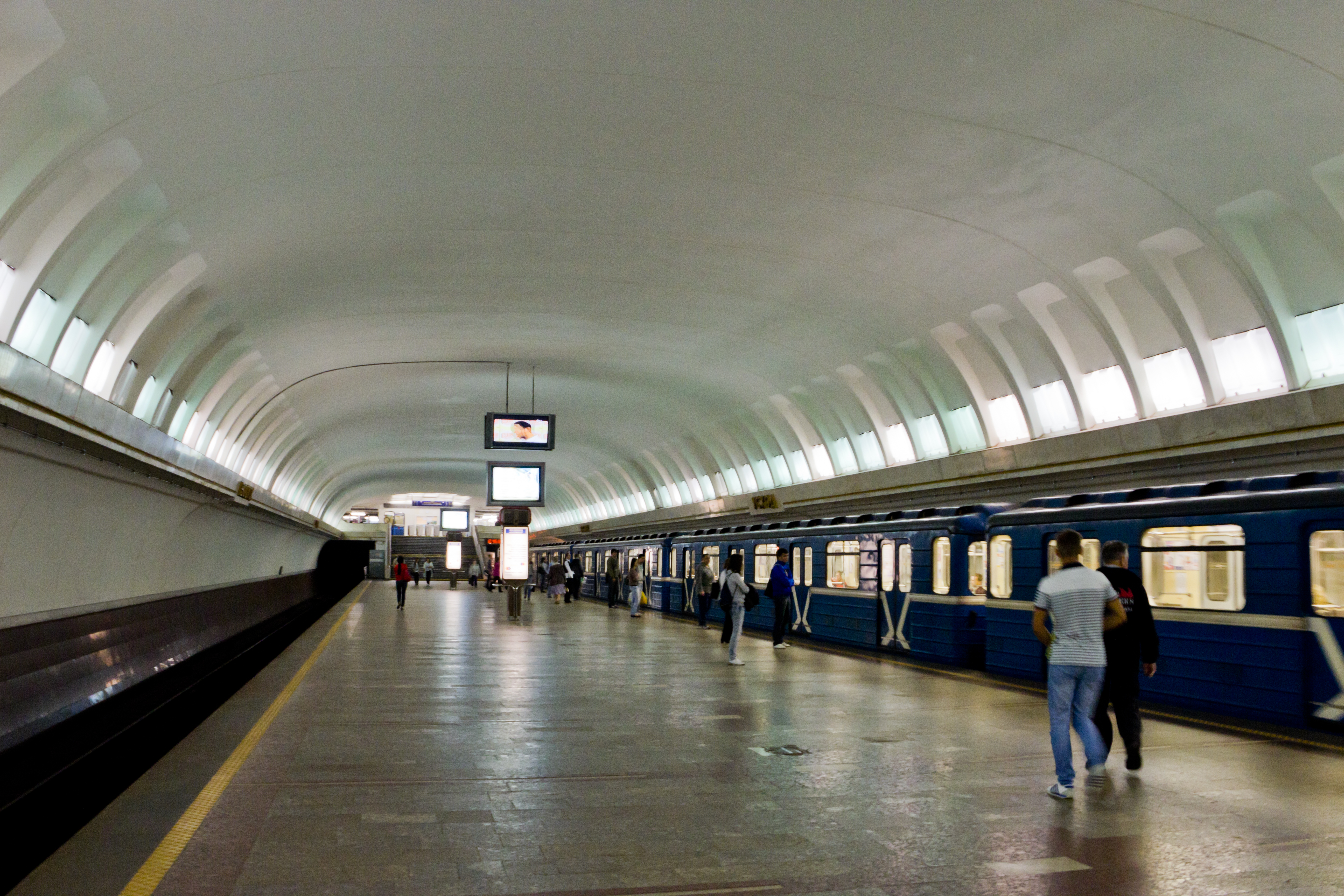
Uschod
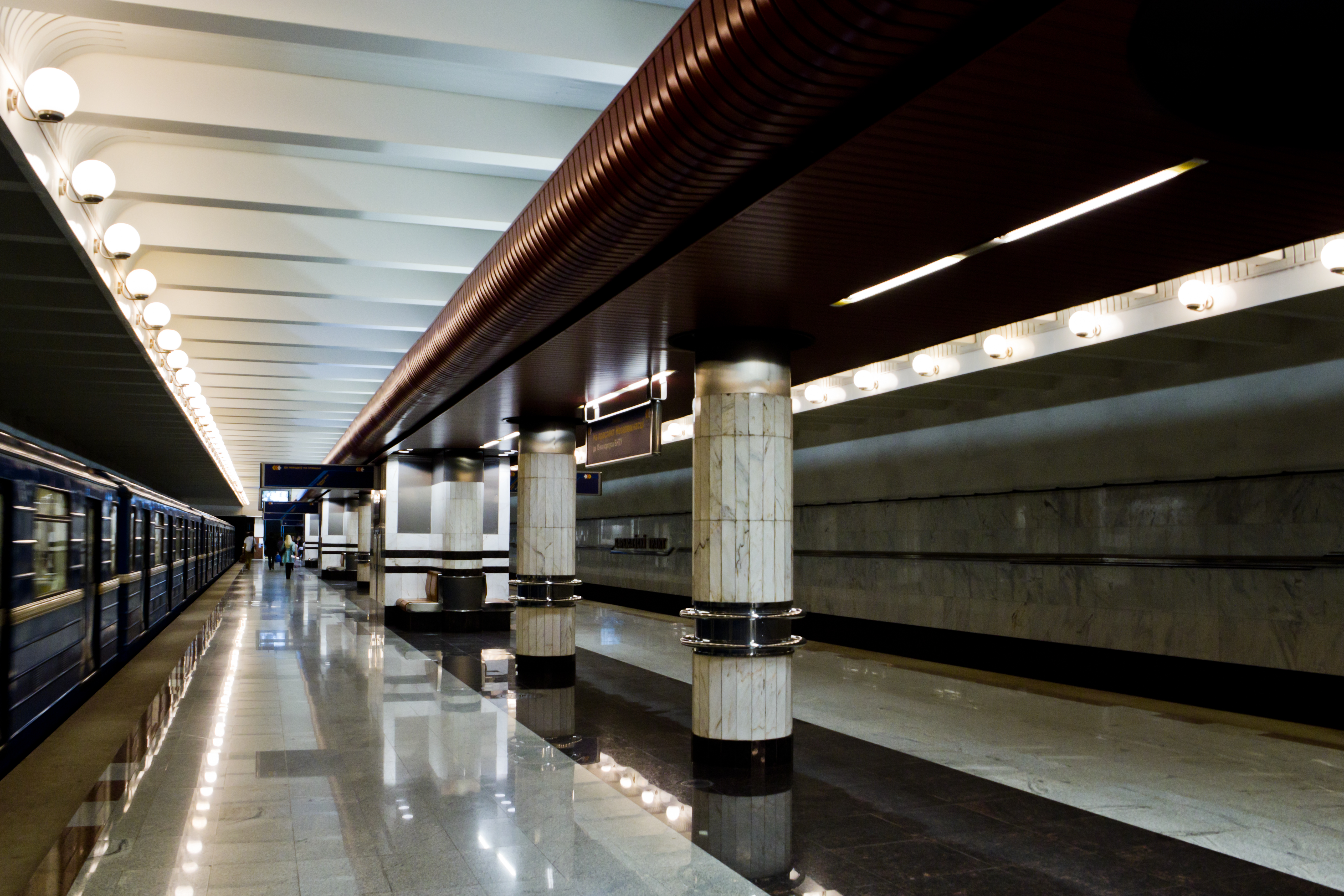
Barysaŭski trakt
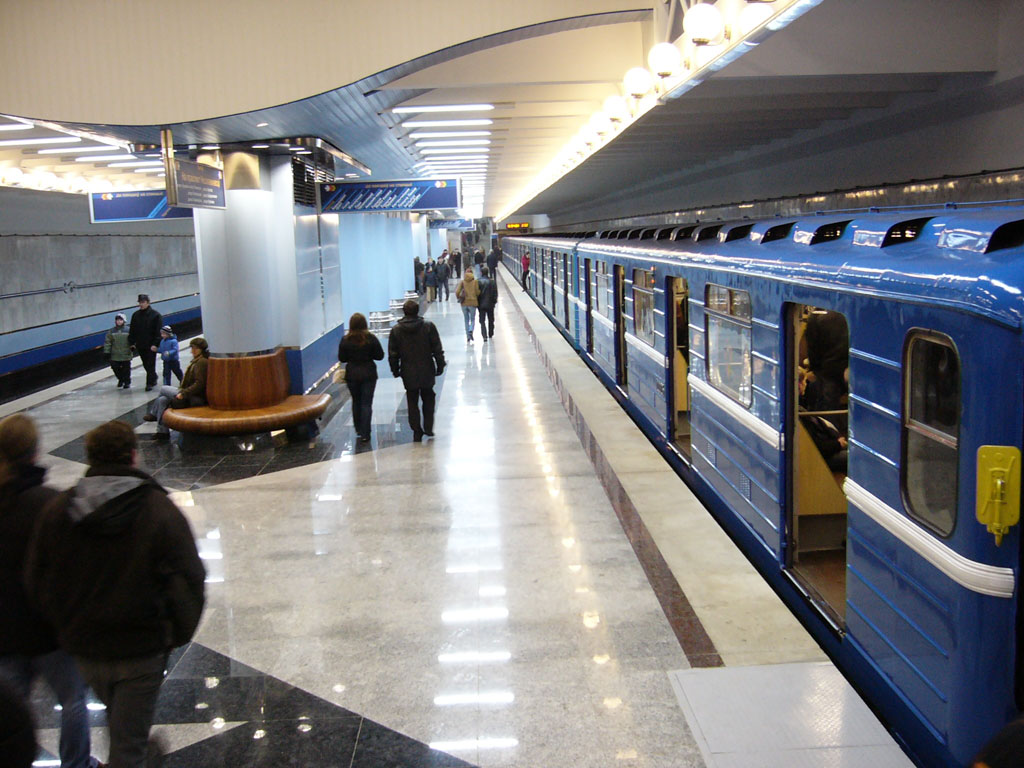
Uručča

### Línea Aŭtazavodskaja

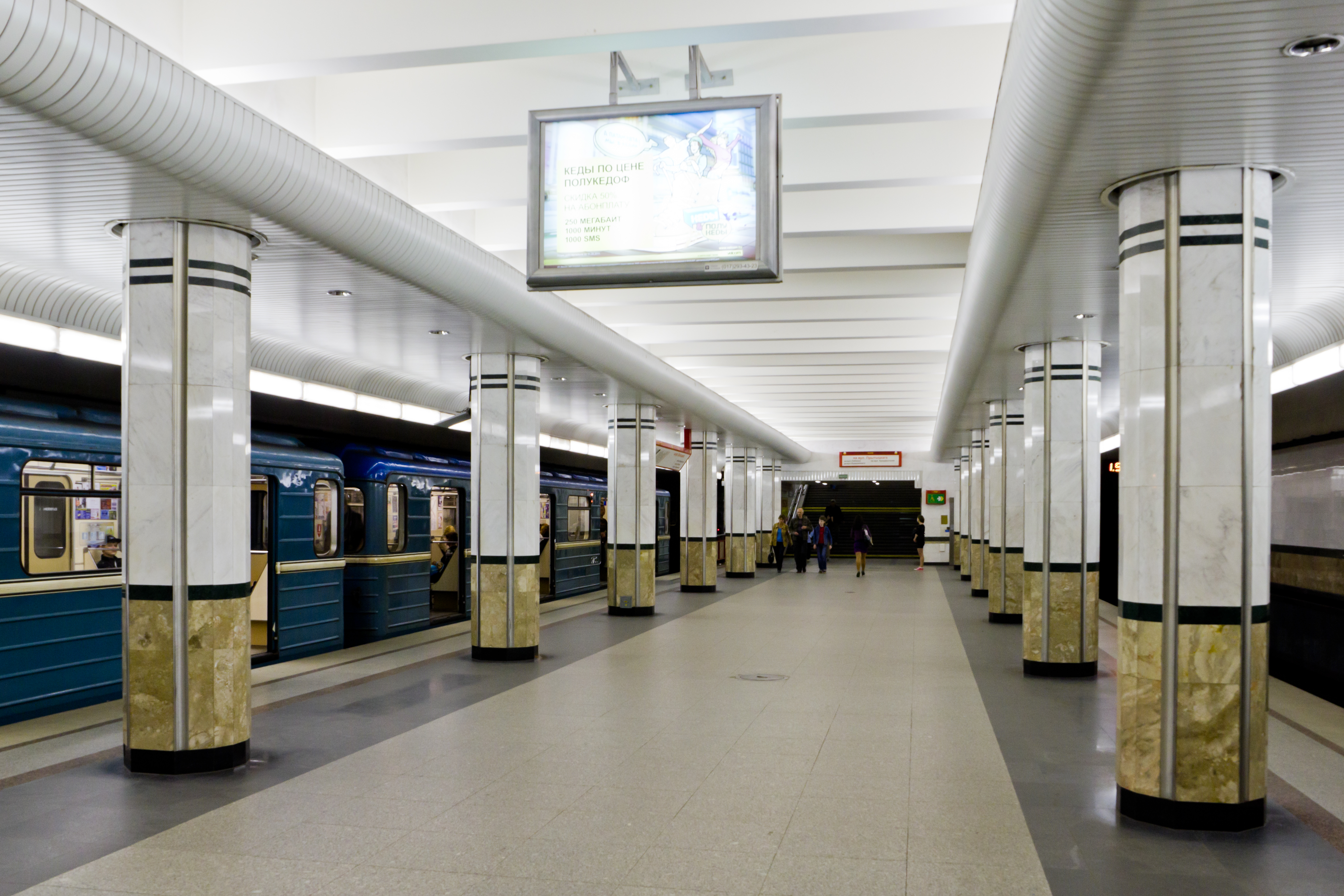
Kamiennaja Horka
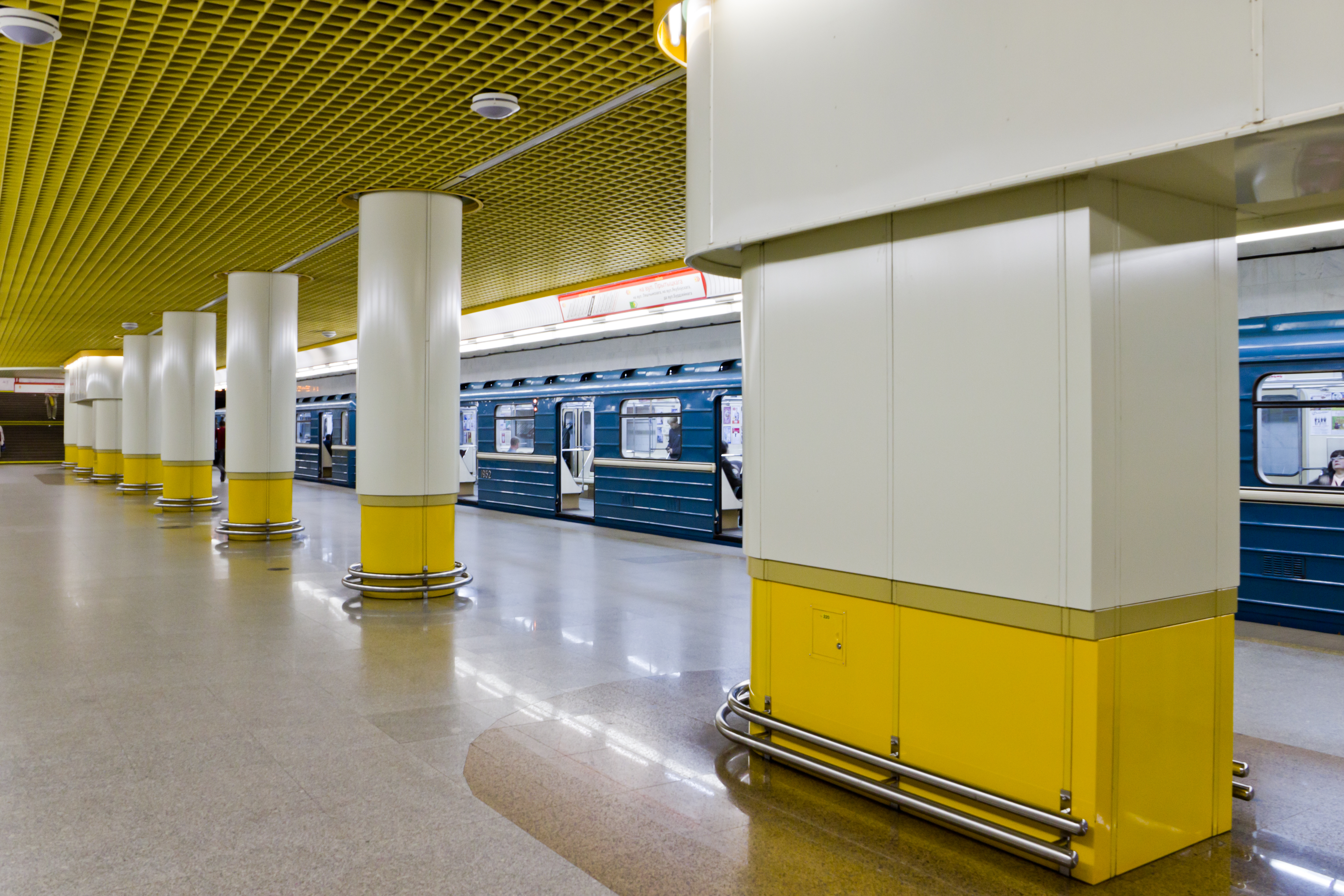
Kuncaŭščyna
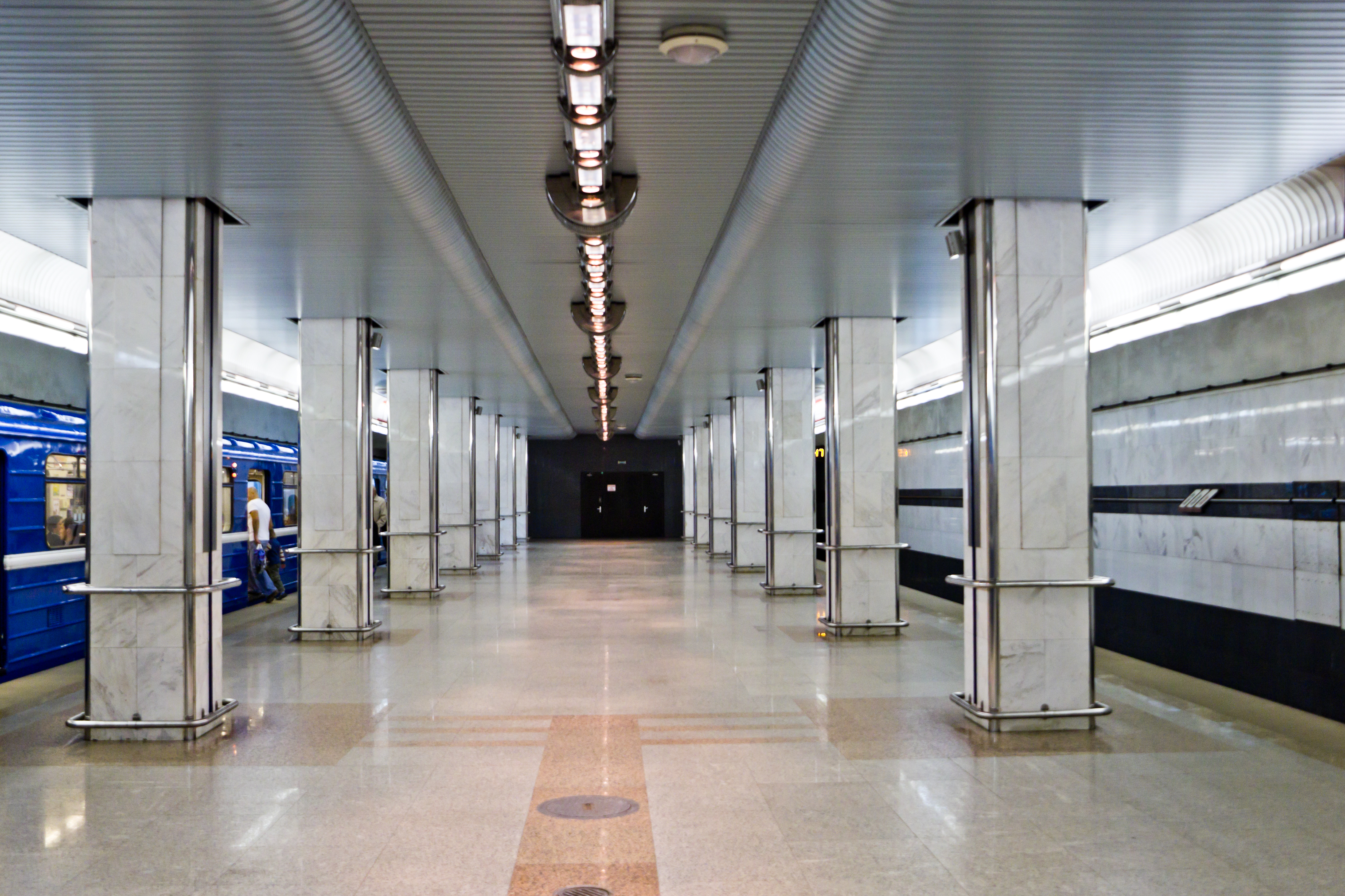
Spartyŭnaja
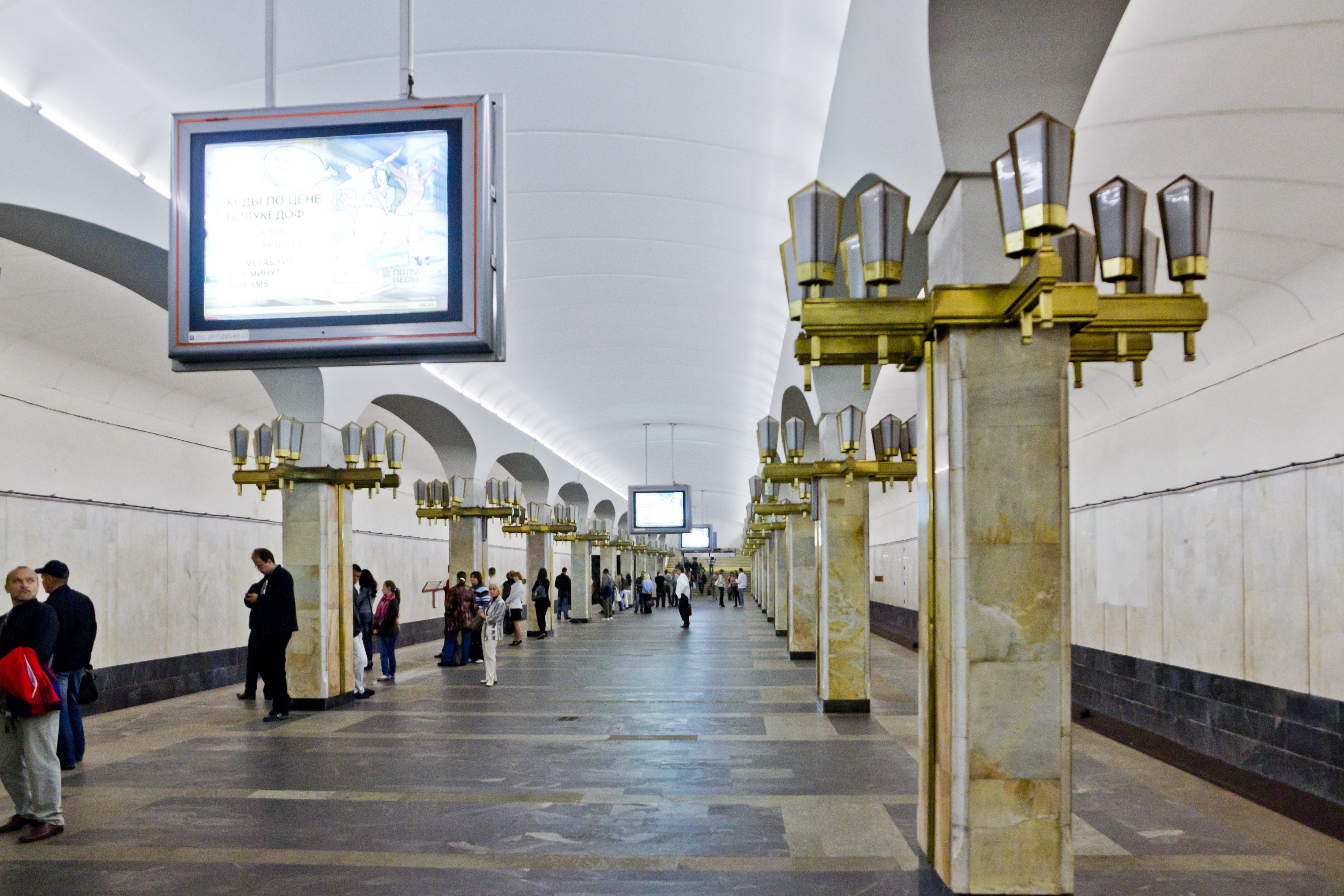
Puškinskaja
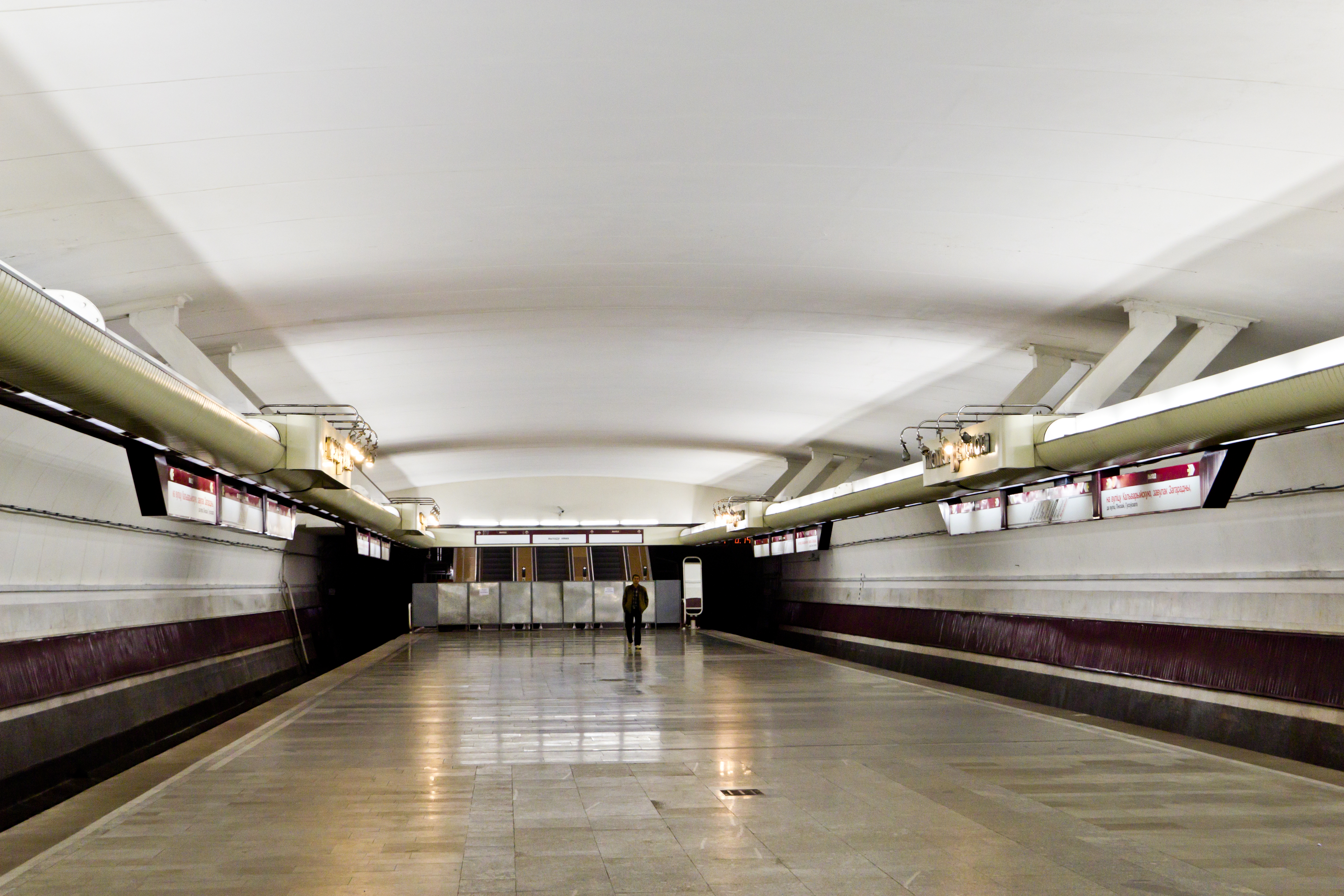
Maladziožnaja
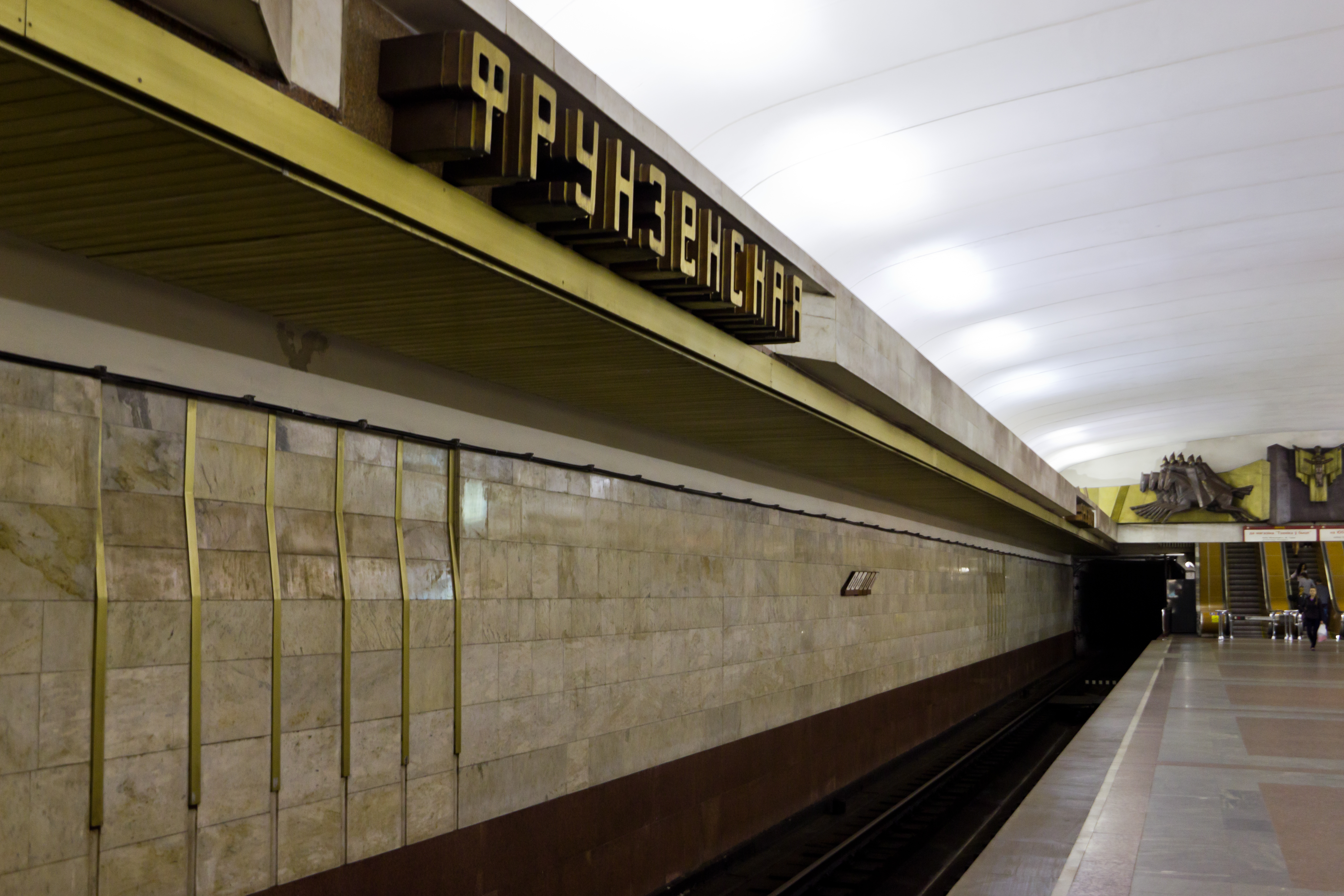
Frunzienskaja

## Línea Zielienalužskaja

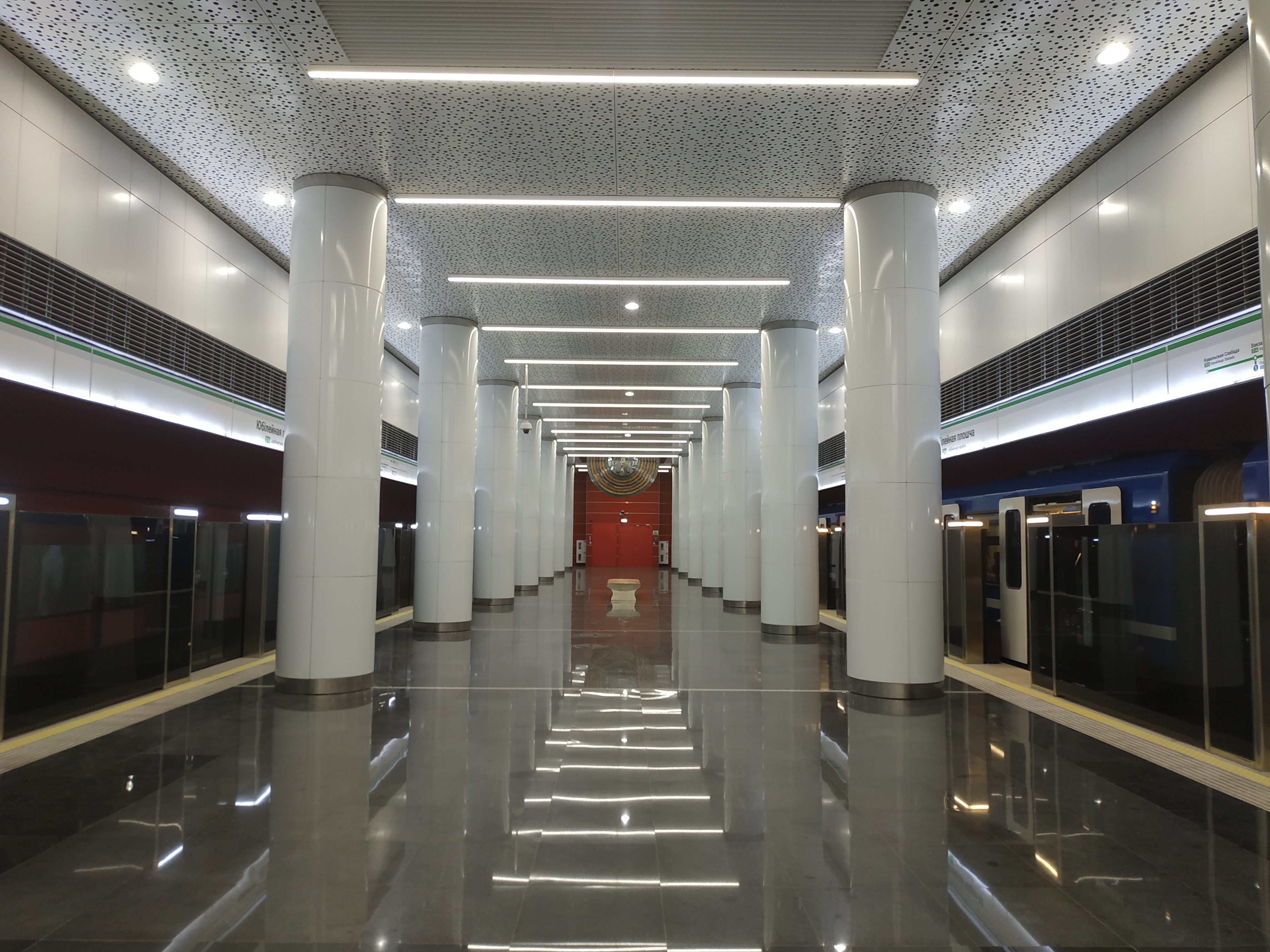
Jubiliejnaja Plošča
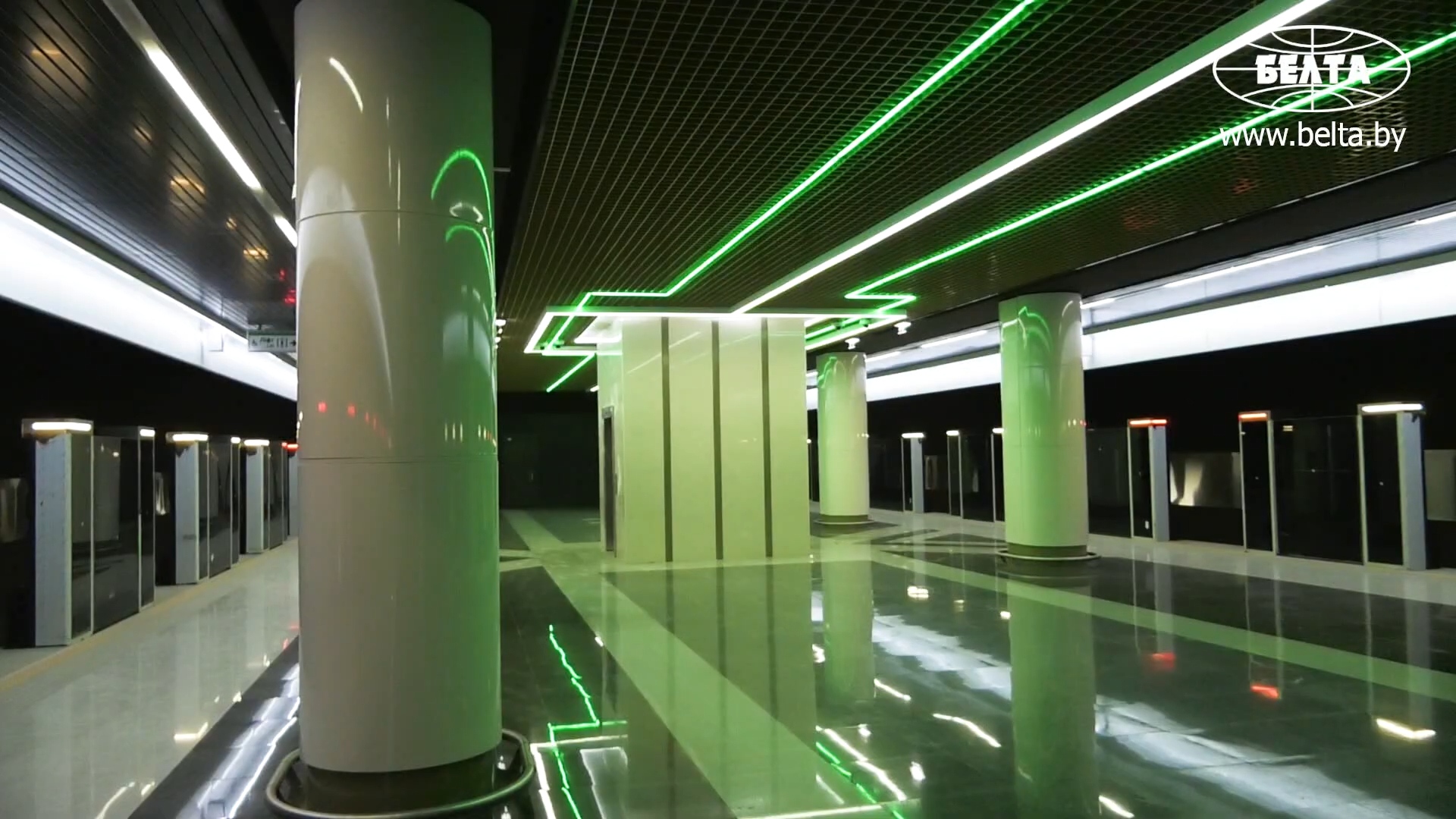
Plošča Franciška Bahuševiča
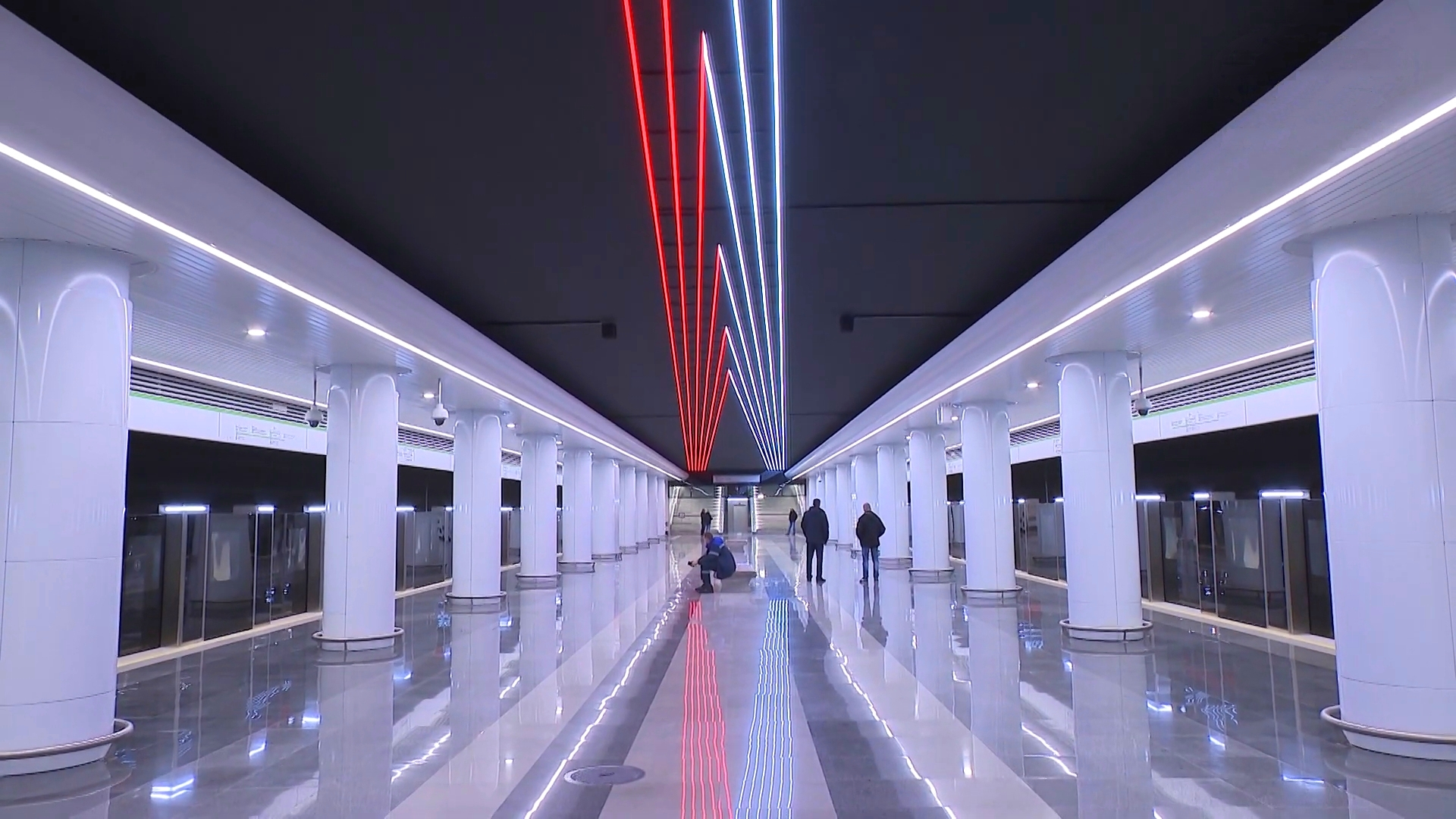
Vakzaĺnaja
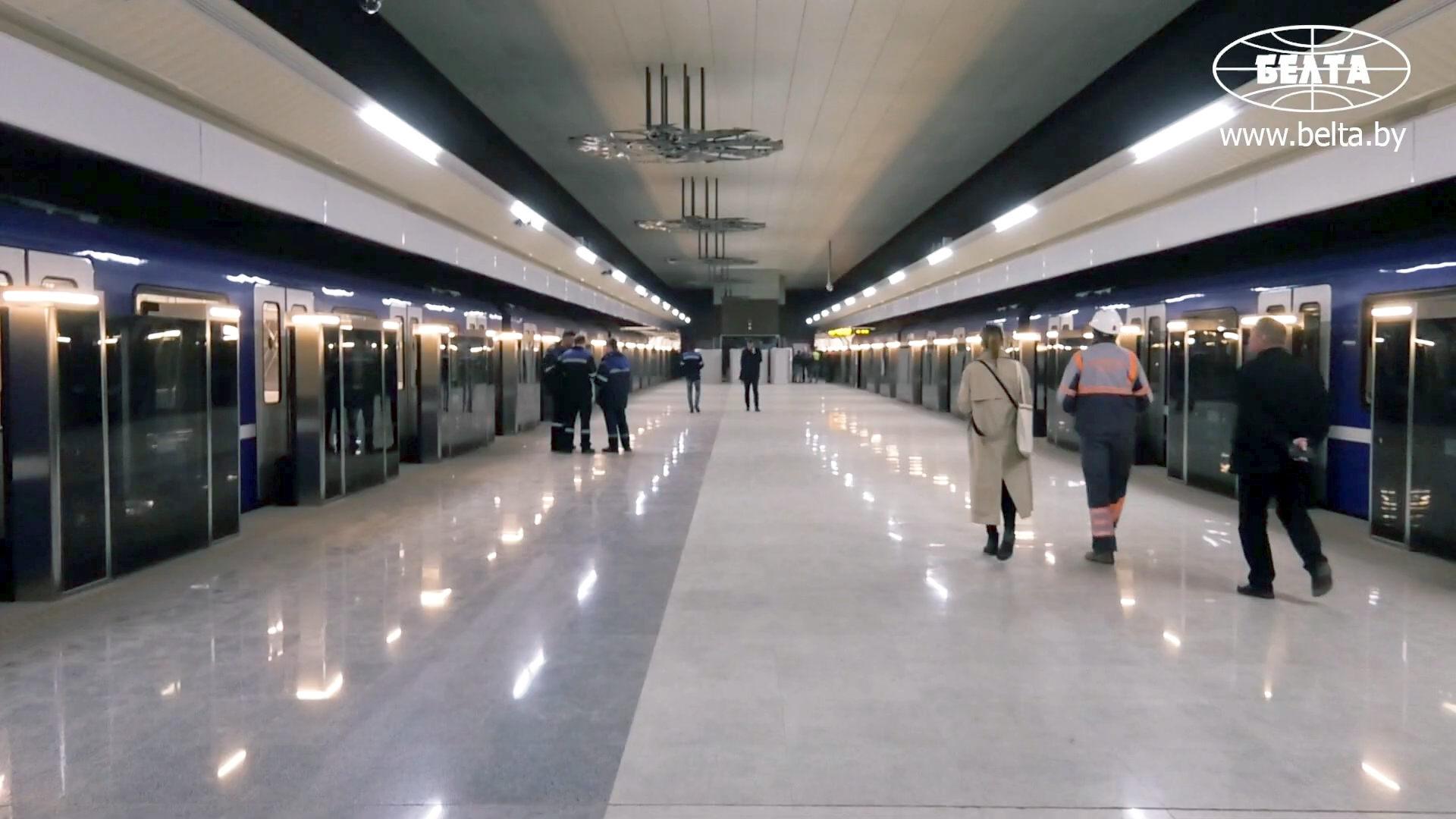
Kavaĺskaja slabada